# Sågtjärnen (Mattmars socken, Jämtland)
Sågtjärnen är en sjö i Åre kommun i Jämtland och ingår i Indalsälvens huvudavrinningsområde.